# Ekonomika Kuvajtu
Ekonomika Kuvajtu je vcelku malou ekonomikou, ovšem bohatou díky ropnému průmyslu, na kterém je založená. Měnou v Kuvajtu je Kuvajtský dinár, který je nejvíce ceněnou měnovou jednotkou na světě. Mimo ropný průmysl zahrnuje ekonomika Kuvajtu finanční služby. Dle statistik Světové banky je Kuvajt čtvrtou nejbohatší zemí světa v přepočtu na obyvatele. V rámci Rady pro spolupráci arabských států v Zálivu (GCC) je Kuvajt druhou nejbohatší zemí v přepočtu na obyvatele (po Kataru).

## Finančnictví
Ve finančním průmyslu v rámci Rady pro spolupráci arabských států v Zálivu (GCC) má Kuvajt vedoucí postavení. Zatímco v cestovním ruchu, dopravě nebo diverzifikaci Kuvajt za svými sousedy zaostává, ve finančním sektoru dominuje. Kuvajtský emír podpořil myšlenku, že by se Kuvajt měl zaměřit na finanční průmysl a v rámci hospodářského rozvoje na energii. Převaha Kuvajtu (mezi monarchiemi Perského zálivu) v oblasti financí historicky sahá až do doby založení Národní banky Kuvajtu v roce 1952. Tato banka byla první místní veřejně obchodovanou korporací fungující v Perském zálivu. Koncem 70. a na počátku 80. let 20. stol. vznikla v Kuvajtu Souk Al-Manakh, alternativní burza obchodující s akciemi společností z Perského zálivu. Tržní kapitalizace této burzy byla na svém vrcholu třetí nejvyšší na světě (předstihla Velkou Británii a Francii), vyšší měly jen USA a Japonsko.
Kuvajt má ve svém regionu velké a rozvinuté odvětví správy majetku. Investiční společnosti Kuvajtu spravují více aktiv než kterákoliv jiná země GCC, kromě mnohonásobně větší Saúdské Arábie. Finanční centrum Kuvajtu odhadlo v hrubém výpočtu, že kuvajtské firmy představují více než třetinu všech aktiv spravovaných v GCC. Relativní síla Kuvajtu ve finančním sektoru sahá i na jeho akciový trh. Celkové ocenění všech společností kótovaných na Kuvajtské burze po mnoho let daleko převyšovalo hodnotu společností v jakékoliv jiné burze v rámci GCC, s výjimkou Saúdské Arábie. Finanční a bankovní společnosti Kuvajtu tvořily v roce 2011 více než polovinu tržní kapitalizace kuvajtské burzy. Ze všech států Perského zálivu byla kapitalizace kuvajtských společností z finančního sektoru celkově pozadu pouze za Saúdskou Arábií.
Kuvajtské investiční společnosti investovaly v posledních letech velké procento svých aktiv v zahraničí a tato zahraniční aktiva se stala podstatně vyššími než kuvajtská domácí aktiva.
Prostřednictvím Kuvajtského fondu pro arabský hospodářský rozvoj je Kuvajt hlavním zdrojem zahraniční hospodářské pomoci jiným státům. Tato autonomní státní instituce byla vytvořena v roce 1961 podle vzoru západních a mezinárodních rozvojových agentur. V průběhu let byla pomoc poskytována každoročně Egyptu, Sýrii, Jordánsku a také Organizace pro osvobození Palestiny. Úvěrový mandát fondu byl roku 1974 rozšířen na všechny rozvojové země světa.

## Ropný průmysl

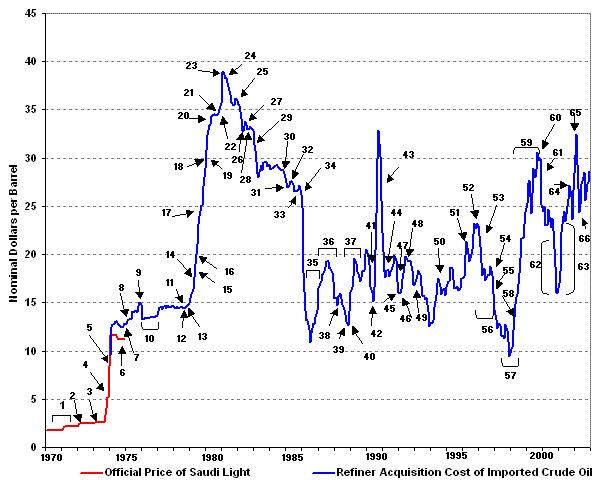
Ceny ropy v časovém horizontu

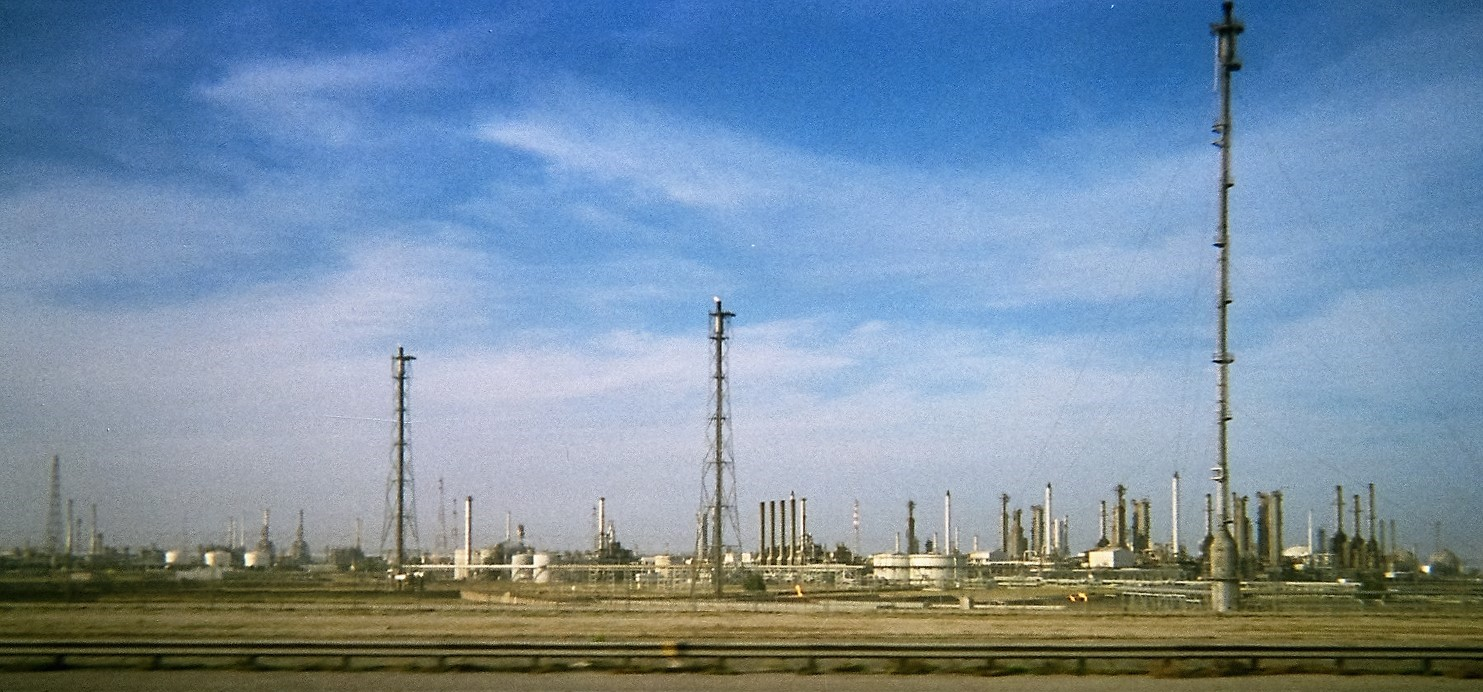
Kuvajtská ropná pole

Těžba, zpracování a vývoz ropy a zemního plynu je základem kuvajtské ekonomiky. Vytváří téměř polovinu kuvajtského HDP. K roku 2020 zbývá Kuvajtu cca 15 km3 ropy zatím objevené na jeho území, což činí 104 miliard barelů (9% zásob ropy celého světa). Kuvajt je v současnosti jedenáctý největší producent a sedmý největší vývozce ropy. Zásoby ropy jsou kuvajtským státním vlastnictvím, takže stát ovládá skoro polovinu ekonomiky. Kuvajt vývoz ropy upravuje podle své spotřeby elektrické energie, protože vyrábí elektřinu prakticky jen spalováním topného oleje.
Kuvajt je členem OPEC (Organization of Petroleum Exporting Countries), která určuje pevné vývozní kvóty ropy pro každý členský stát. V roce 2005 Kuvajt produkoval 2,418 milionu barelů ropy denně.
Kvůli klesajícím světovým cenám ropy zažil Kuvajt v roce 2015 poprvé po více než deseti letech deficit ve státním rozpočtu. V roce 2016 vzrostl schodek v rozpočtu na 16,5% HDP. V srpnu 2016 oznámilo kuvajtské ministerstvo financí škrty v dotacích na pohonné hmoty, což vyvolalo nepokoje ve veřejnosti, proto kuvajtský emír opět rozpustil vládu, což se stalo po sedmé za deset let. V roce 2017 se rozpočtový schodek snížil na 7,2% HDP. Přesto si vláda půjčila 8 miliard dolarů vydáním mezinárodních dluhopisů. Kvůli závislosti Kuvajtu na ropě se vláda rozhodla obrnit se proti dopadu nižších cen ropy tím, že každoročně ušetří alespoň 10% vládních příjmů a převede je do Fondu pro budoucí generace.

### Kuwait Oil Company

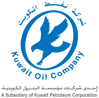
KOC

Kuwait Oil Company (KOC) je dceřiná firma společnosti Kuwait Petroleum, která obstarává většinu těžby na území Kuvajtu. Do roku 2040 má KOC v plánu optimalizovat přidanou hodnotu kuvajtských ropných zdrojů pomocí průzkumu nových nalezišť, vývojem finálních produktů a jejich výrobou.
- 1934 – udělena koncese na těžbu ropy
- 1938 – první ropný vrt
- 1946 – první komerční vývoz ropy
- 1975 – znárodnění ropného průmyslu

Kuvajtský ropný průmysl ovládá státní firma Kuwait Petroleum, která je 5. největší ropnou firmou ve státech na Blízkém Východě. Investuje i v jiných oborech - je např. největším akcionářem francouzského farmaceutického holdingu Aventis.

## Rezervní fondy
Kuvajtský investiční úřad (KIU), nejstarší investiční fond na světě, je státní investiční fond Kuvajtu, který se specializuje na zahraniční investice. Od roku 1953 směřuje kuvajtská vláda investice do Evropy, Spojených států a tichomořské Asie. Od roku 2015 hodnota majetku byla 592 miliard dolarů. KIU se řadí na 5. místo mezi největší SIF na světě.
KIU spravuje dva fondy a to Všeobecný rezervní fond (VRF) a Fond budoucích generací (FBG). VRF je hlavním pokladníkem vlády. Přijímá všechny státní příjmy a všechny národní výdaje jsou hrazeny z tohoto fondu. KIU nezveřejňuje své finanční aktiva na veřejnosti, a také se odhaduje, že KIU má k únoru 2014 aktiva v hodnotě 410 miliard dolarů.
KIU bylo hlavním zdrojem kapitálu pro Kuvajtský vládu během války v Zálivu. Kuvajtská vláda se spoléhala na to, že KIU zaplatí za koaliční výdaje a poválečnou rekonstrukci. KIU měla hodnotu před rokem 1990 okolo 100 miliard dolarů, prostředky KIU byly po válce v Zálivu vyčerpány na 40 - 50 miliard dolarů.

### Fond budoucích generací
Fond budoucích generací (FBG) byl založen v roce 1976 a to 50% transfer ze všeobecného rezervního fondu. FBG je spořicí účet pro budoucí generace. Celkově 25% státního příjmu je ročně transferovány na FBG.
Veškeré finanční prostředky Fondu pro budoucí generace jsou investovány v zahraničí, přičemž odhadovaných 75% je ukládáno v USA a Evropě a zbytek na rozvíjejících se trzích, zejména v Číně a Indii.

## Věda a technika
K březnu 2016 Kuvajt zaregistroval 384 patentů, což je druhá nejvyšší hodnota v arabském světě. Kuvajt produkuje největší počet patentů na obyvatele v arabském světě a OIC. Vláda implementovala různé programy na podporu inovací vedoucích k patentovým právům. V letech 2010 až 2016 zaznamenal Kuvajt nejvyšší nárůst patentů v arabském světě.

## Podnikání
Za posledních pět let došlo v Kuvajtu k výraznému nárůstu podnikání a zakládání malých firem. Neformální sektor je také na vzestupu, hlavně kvůli popularitě Instagramových podniků. Mnoho kuvajtských podnikatelů používá obchodní model založený na Instagramu.

## Turismus

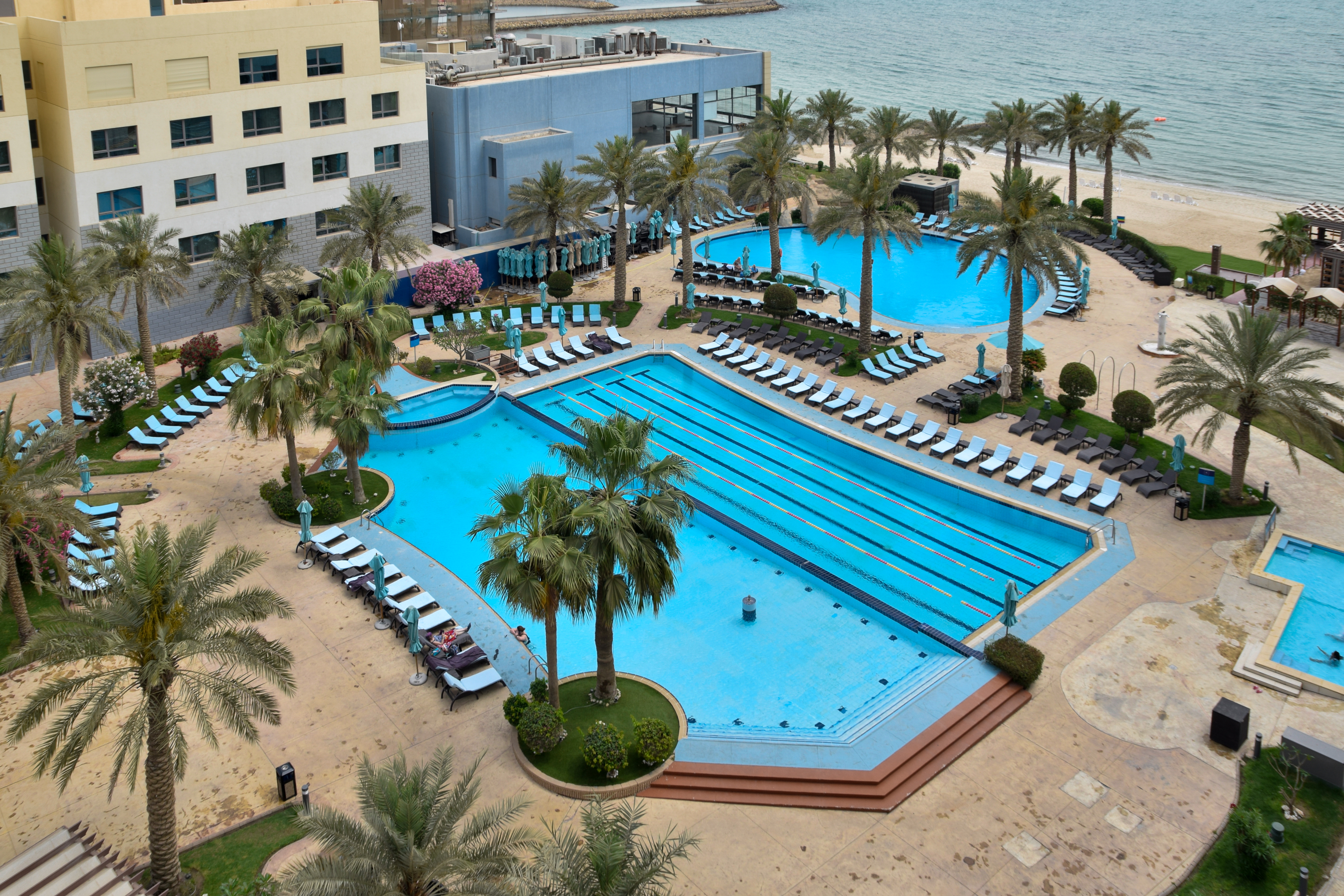
Hotel The Palms Beach Hotel & Spa v Salwa, Kuvajt.

Turismus tvoří 1,5% HDP. V roce 2016 vynesl turismus téměř 500 milionů amerických dolarů. Každoroční festival "Hala Febrayer" neboli Hello February, přiláká mnoho turistů do Kuvajtu, většina těchto turistů pochází ze zemí GCC - Gulf Cooperation Council (Rada pro spolupráci arabských států v Zálivu), mezi které spadají Spojené arabské emiráty, Omán, Saúdská Arábie, Katar, Bahrajn a Kuvajt. Na tomto festivalu se odehrává nespočet akcí jako například hudební koncerty či karnevaly. Tento festival trvá celý únor, tedy od 1. února do 28. února a je vzpomínkou na osvobození Kuvajtu, samotný den osvobození se slaví 26. února.

## Zemědělství
Pro rok 2017 představuje zemědělství, včetně rybolovu, téměř 0,4% hrubého domácího produktu (HDP), a proto není důležitým zdrojem zaměstnanosti. Přibližně 4% obyvatelstva pracuje v zemědělství, kde většinu těchto lidí tvoří cizinci. Drtivá většina majitelů farem jsou investoři. Hlavním produktem zemědělství v Kuvajtu je ovoce a zelenina. Tyto suroviny se prodávají hlavně uvnitř státu a nevyváží se. Dále jsou zde ryby a krevety, které jsou hojné v teritoriálních vodách a rozsáhlý komerční rybolov se provádí zde a také v blízkém Indickém oceánu. Celkové množství zemědělské půdy činilo v roce 2014 lehce přes 1500 kilometrů čtverečních. Zemědělství je silně omezeno suchem a nedostatkem orné půdy. Vláda tedy experimentovala s pěstováním potravin pomocí hydroponie a pečlivě řízených farem. Kuvajt měl i úrodnou půdu na jihu ovšem ta byla zničena, když irácké jednotky zapálily ropné vrty v oblasti a tím vytvořily rozsáhlá „ropná jezera“.

## Doprava
Kuvajt má rozsáhlou a moderní síť dálnic (celkově 5749 km z čehož 4887 km je dlážděných. Doposud je v provozu přes 2 miliony osobních vozů, kolem půl milionu komerčních taxíků, autobusů a nákladních vozů. Jelikož v této zemi není železniční síť cestuje se hlavně díky silniční komunikaci. Maximální povolená rychlost na hlavní dálnici je 120 km/h. Veřejná doprava je tvořena hlavně z autobusových linek. Státem vlastněná společnost Kuvajtská veřejná doprava byla založena v roce 1962. Provozuje místní autobusové linky přes Kuvajt a zajišťuje dálkovou dopravu do dalších států Perského zálivu.
Kuvajt má dvě letiště, přičemž Kuvajtské mezinárodní letiště slouží jako hlavní uzel mezinárodní letecké dopravy. Státní Kuwait Airways je největší leteckou společností v zemi. Část letištního komplexu je označena jako letecká základna Al Mubarak, která obsahuje velitelství kuvajtských vzdušných sil a muzeum kuvajtských vzdušných sil. V roce 2004 byla zahájena první soukromá letecká společnost v Kuvajtu pod jménem Jazeera Airways. V roce 2005 byla založena druhá soukromá letecká společnost Wataniya Airways. Kuvajt má také jeden z největších přepravních odvětví v regionu. Kuvajtský Veřejný úřad pro přístavy spravuje a provozuje přístavy po celém Kuvajtu. Hlavními komerčními přístavy v zemi jsou Shuwaikh a Shuaiba. Největším přístavem v zemi je Mina Al-Ahmadi, který zajišťuje většinu vývozu kuvajtské ropy. Stavba dalšího významného přístavu na ostrově Bubiyan byla zahájena v roce 2007.